# Велике Лезьно
Велике Лезьно (пол. Wielkie Leźno, нім. Groß Leßno) — село в Польщі, у гміні Бжозе Бродницького повіту Куявсько-Поморського воєводства.
Населення — 159 осіб (2011).
У 1975-1998 роках село належало до Торунського воєводства.

## Демографія
Демографічна структура станом на 31 березня 2011 року:
|          | Загалом | Допрацездатний вік | Працездатний вік | Постпрацездатний вік |
| -------- | ------- | ------------------ | ---------------- | -------------------- |
| Чоловіки | 79      | 13                 | 59               | 7                    |
| Жінки    | 80      | 15                 | 49               | 16                   |
| Разом    | 159     | 28                 | 108              | 23                   |